# Pidonia puziloi
Pidonia puziloi là một loài bọ cánh cứng trong họ Cerambycidae.